# Amelotabes simpsoni
Amelotabes simpsoni è un mammifero estinto, appartenente ai paleanodonti. Visse nel Paleocene superiore (circa 60 - 57 milioni di anni fa) e i suoi resti fossili sono stati ritrovati in Nordamerica.

## Descrizione
Questo animale è noto per scarsi resti fossili, che tuttavia denotano somiglianze con altri animali ben conosciuti come Epoicotherium e Metacheiromys. Amelotabes era caratterizzato da numerose caratteristiche arcaiche, come una mandibola bassa dotata di un grande canino e quattro premolari; il secondo, il terzo e il quarto premolare erano dotati di due radici. I molari erano invece dotati di cuspidi poco definite e basse, ed erano ricoperti da un sottile strato di smalto.

## Classificazione
Amelotabes è stato inizialmente considerato il genere più arcaico della famiglia Epoicotheriidae, un gruppo di paleanodonti di piccole dimensioni simili alle talpe. Successive ricerche hanno tuttavia messo in luce le caratteristiche arcaiche di questo animale, che sembrerebbe ancestrale sia agli epoicoteriidi che ai metacheiromiidi. Amelotabes simpsoni venne descritto per la prima volta nel 1978, sulla base di fossili ritrovati in terreni del Paleocene superiore del Wyoming.